# Hans Thissen
Hans Thissen (Vlijmen, 5 juni 1964) is een Nederlands acteur, musicus en regisseur. Hij houdt zich bezig met muziek, theater en vormgeving, en acteerde, regisseerde en componeerde voor theater- en muziektheaterproducties.

## Carrière
Hans Thissen studeerde in 1988 af aan het conservatorium in klassiek piano.
Hij speelde vanaf 1989 in voorstellingen bij onder andere Toneelschuur, Firma Rieks Swarte, Het Zuidelijk Toneel, Ro Theater, Onafhankelijk Toneel, Bonheur, Huis aan de Amstel, Kwatta en Tryater. Met zijn eigen theatergroep LOOT maakte hij 3 jeugdvoorstellingen met Harry Piekema: Klapstok, Kabaal en Koeterwaal in een regie van Annekee van Blokland. Hij was vanaf 2008 te zien als acteur en pianist in twee grote vrije producties, Amateurs! en het in 2012 verfilmde toneelstuk De Goede Dood, beide van WallisFinkers onder regie van Wannie de Wijn.
In 2013 speelde hij onder andere in De Mismuis en een reprise van Hou van die Hond, beide van theatergroep Kwatta. Bij Het Gelders Orkest was hij in 2012 de verteller bij het familieconcert Petroesjka naar Stravinsky, en later dat seizoen speelde hij samen met Ferdi Jansen in Lachen in het Donker, een voorstelling over illegaal onderduikcabaret in de oorlogsjaren.
Hij regisseerde diverse muziektheaterproducties, zoals Dikkie Dik en zijn vriendjes, van Dirk Scheele, en Bijt-ie-in-je-bil van Ageeth de Haan. In 2012 ontwikkelde hij een kerstprogramma met de vrouwelijke a-cappellagroep Wishfull Singing, met muziek van Wijnand van Klaveren. In 2013 regisseerde hij bij Meneer Monster de voorstelling De Gruffalo, en twee nieuwe voorstellingen van Dirk Scheele en Ageeth de Haan. Voor Martin Soeters deed hij de eindregie van de poppenvoorstelling Raaf op Reis.
Sinds 2010 is Thissen artistiek leider van Theaterorkest Max Tak, waarvoor hij in 2011 de voorstelling Hats! schreef en regisseerde. In 2012 regisseerde hij Ik ben een Held, naar het gelijknamige boek van Ted van Lieshout, met muziek van Tony Overwater, en in 2013 maakt hij van dezelfde schrijver bij Max Tak Ik ben een goochelaar, naar het boek van Ted van Lieshout, met muziek van Rogier Bosman. In 2014 speelde hij met de voorstelling Manxmouse van theatergroep Kwatta 2 maanden op diverse plaatsen door heel Amerika. In het voorjaar van 2016 vertolkte hij de rol van Siemen in de bioscoopfilm Fissa.
Hij gaf les op de Docent Drama Opleiding op de ArtEZ Arnhem en de Poppen- en Objectentheateracademie van de NVP/UNIMA van Trudy Kuyper en Pieter Vrijman.
In 2018 was hij niet alleen de muzikaal leider bij Scrooge!, hij bespeelde ook samen met poppenspeelster Janna Handgraaf de 4 meter hoge pop van Jacob Marley.
Sinds april 2019 is hij Artistiek Team Leider bij de CliniClowns.
In seizoen 30 van Goede tijden, slechte tijden is Thissen te zien als Huib van Rooy, de arts van Janine waarbij borstkanker is geconstateerd.